# Ippolito Correggio
Ippolito Correggio   (Correggio, 1520 (Gregorià) - desembre 1552), fill de Giberto VII Correggio i Verònica Gambara, fou comte sobirà de Correggio i comte del Sacre Imperi Romà. Va succeir al seu pare el 1518 i el diploma imperial és de 16 de desembre de 1520. Va ser senyor de Campagnola, Rossena i Fabbrico, i senyor de Scurano i Bazzano. Va ser Patrici de Parma i de Venècia, i agregat a la Cittadinanza de Siena el 1552.
Va ser capità de l'exèrcit de Venècia del 1526 al 1528, capità a l'exèrcit espanyol el 1528 (coronel el gener de 1536), Governador Imperial de Velletri el 1540, ambaixador del Duc de Parma a la cort imperial el 1549, i del duc de Florència a l'infant Felip d'Espanya el 1551 i a l'emperador el 155
Va morir a Correggio el desembre del 1552. Estava casat amb Chiara da Correggio, filla de Gianfrancesco II Correggio, comte de Correggio i només va deixar una filla (Fúlvia).